# Castello di Porciano (Pratovecchio Stia)
Il castello di Porciano è una fortificazione situata nel comune di Pratovecchio Stia, in provincia di Arezzo.

## Storia
La prima menzione del sito, possesso dei conti Guidi (una delle famiglie più importanti del Medioevo toscano e italiano), risale agli inizi dell'XI secolo, quando un documento del 1017 lo cita come "locus Porciano". Solo nel 1115 il centro viene citato come "castrum" in associazione al suo borgo e, nel 1164, in associazione a molti altri siti casentinesi, è nuovamente confermato ai conti Guidi in un documento dell'imperatore svevo Federico I Barbarossa.
Nel XIII secolo, dopo la suddivisione della famiglia dei conti Guidi in molteplici eredi (spesso in conflitto tra di loro), il castello di Porciano fu sede del ramo dei conti Guidi di Porciano Modigliana. Fu grazie a questi ultimi che, probabilmente dalla metà del XIII secolo, il castello venne monumentalizzato (in quanto centro di contea) e vi venne realizzata la grande torre palaziale che ancora oggi domina la frazione di Porciano.
Dalla metà del XIV secolo il castello entrò nell'orbita politica di Firenze e, tra la fine dello stesso secolo e la prima metà del XV secolo, così come il resto del Casentino, venne progressivamente assorbito dalla città Toscana come satellite politico.
Nonostante la crisi politica dei conti Guidi tra '300 e '400, il castello continuò comunque ad assolvere il suo ruolo di centro di contea, come testimoniato dai materiali archeologici di pregio (maiolica arcaica, maiolica arcaica blu, vetri, ecc...) rinvenuti al suo interno e nelle sue immediate pertinenze tra gli anni '60 e '70 del XX secolo.
Nel 1442, infine, l'ultimo dei conti Guidi di Porciano Modigliana, il conte Ludovico di Neri dei conti Guidi, sciolse i suoi uomini dai patti di fedeltà che li legavano a lui, abbandonò Porciano definitivamente e si fece monaco a Firenze presso il monastero di Santa Maria degli Angeli.
Tra XV e XVIII il castello andò incontro ad una progressiva rovina e, nel 1799, venne acquistato, assieme al vicino castello di Romena, dal Comune di Stia da parte dei conti Goretti de' Flamini, una famiglia nobiliare di origine romana.
Solo dagli anni '60 del XX secolo, infine, il castello venne recuperato e restaurato grazie all'opera della contessa Flaminia Goretti de' Flamini e di suo marito George Anderson Specht. La loro unica figlia, Martha Specht, è ancora oggi proprietaria del castello.

## Museo
Dentro al castello è stato allestito un museo, dove è possibile visitare il salone di Dante, la sala di rappresentanza del castello e le collezioni ospitate ai piani inferiori dell'edificio: la raccolta di arnesi domestici e strumenti agricoli usati nella campagna circostante del Casentino nel XVIII e XIX secolo; l'esposizione dei reperti ritrovati durante i restauri del castello (ceramiche, vasellame e vetri risalenti fino al XIV secolo) e la documentazione fotografica sui restauri stessi; l'esposizione di reperti dei nativi americani provenienti dal Dakota del Nord (Stati Uniti) e facenti parte della collezione privata del colonnello Specht.